# Lijst van Gerrhopilidae
Onderstaand een lijst van alle soorten slangen uit de familie Gerrhopilidae. Er zijn 21 verschillende soorten die verdeeld zijn in twee geslachten, het geslacht Cathetorhinus is monotypisch. De lijst is gebaseerd op de Reptile Database.
- Soort Cathetorhinus melanocephalus
- Soort Gerrhopilus addisoni
- Soort Gerrhopilus andamanensis
- Soort Gerrhopilus ater
- Soort Gerrhopilus beddomii
- Soort Gerrhopilus bisubocularis
- Soort Gerrhopilus ceylonicus
- Soort Gerrhopilus depressiceps
- Soort Gerrhopilus eurydice
- Soort Gerrhopilus floweri
- Soort Gerrhopilus fredparkeri
- Soort Gerrhopilus hades
- Soort Gerrhopilus hedraeus
- Soort Gerrhopilus inornatus
- Soort Gerrhopilus lestes
- Soort Gerrhopilus mcdowelli
- Soort Gerrhopilus mirus
- Soort Gerrhopilus oligolepis
- Soort Gerrhopilus persephone
- Soort Gerrhopilus thurstoni
- Soort Gerrhopilus tindalli